# 107 카밀라

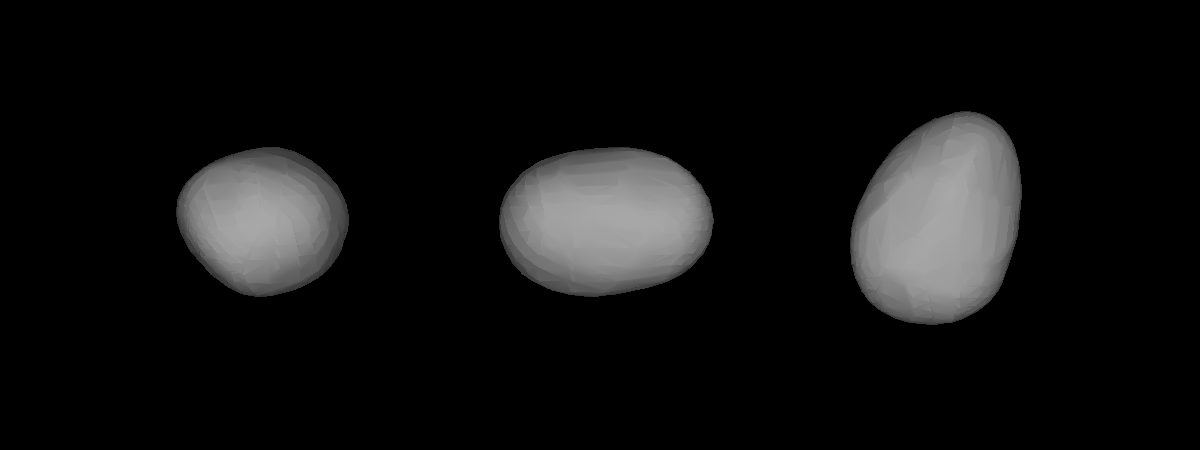
107 카밀라의 3차원 모델.

107 카밀라(영어: 107 Camilla)는 소행성 대에서 바깥쪽에 위치한 큰 소행성중 하나이며 지름은 약 250km이다. 1868년 11월 17일 인도 마드라스 천문대에서 발견되었으며, 길쭉한 모양이고 공전주기가 4.8시간으로 짧다.
2001년과 2016년에 각각 두개의 달이 발견되었다.